# Roger Zelazny
Roger Zelazny (Euclid (Ohio), 13 mei 1937 - Santa Fe (New Mexico), 14 juni 1995) was een Amerikaanse schrijver van sciencefiction en fantasyromans en korte verhalen. Hij won zes keer de Hugo Award, onder andere voor zijn romans Lord of Light (1968) en ...And Call Me Conrad (1966) (later uitgegeven als This Immortal). De Nebula Award won hij drie keer en de Locus Award tweemaal.

## Biografie
Zelazny werd in Euclid, Ohio geboren uit Pools en Iers/Amerikaanse ouders en studeerde Engelse literatuur aan de Columbia University in New York tot 1962. Vanaf 1969 wijdde hij zich geheel aan het schrijverschap. Hij was twee keer gehuwd. Bij zijn tweede echtgenote had hij twee zoons waarvan er een, Trent Zelazny, ook schrijver werd van voornamelijk misdaad- en horrorverhalen. Zelazny stierf uiteindelijk in 1995 aan nierfalen als complicatie bij darmkanker waaraan hij al langer leed. 

## Schrijfstijl
Samen met schrijvers als Robert Silverberg en Harlan Ellison behoorde Zelazny tot de belangrijkste schrijvers van de Amerikaanse tak van de New Wave stroming binnen de sciencefiction. Met verhalen als A Rose for Ecclesiastes (1963) en romans als Creatures of Light and Darkness (1969) wist hij al gauw een naam te maken als een begaafd schrijver met een oog voor poëzie.  
Zelazny had de gave om werelden te bedenken met plausibele magie en bovennatuurlijke wezens. Zijn beschrijvingen van de precieze werking van magische systemen maken zijn fantasy werk uniek. Zijn SF was sterk beïnvloed door mythologie, poëzie en detectiveverhalen zoals die van Raymond Chandler. Een frequent thema vormen goden of mensen die goden worden. Hij gebruikte vaak figuren uit de klassieke mythologie, neergezet in de moderne wereld.

## Amber
Hoewel zijn eerdere werken betere kritieken kregen, blijft Zelazny, zeker in Nederland, waarschijnlijk het meest bekend door zijn Amber-romans. Deze roman reeks draait om het magische koninkrijk Amber, de enige echte wereld waarvan alle overige rijken slechts schaduwen zijn, en de familie die het regeert. De serie bestaat uit twee reeksen van ieder vijf romans, waarvan de eerste serie het best staat aangeschreven.  
De eerste serie draait om Prins Corwin van Amber, die aan het begin van de serie geen vermoeden heeft van zijn ware identiteit: 
- Nine Princes in Amber (1970 - NL:de Negen Prinsen van Amber)
- The Guns of Avalon (1972 - NL:het Vuur van Avalon)
- Sign of the Unicorn (1975 - NL:Het Woud van de Eenhoorn)
- The Hand of Oberon (1976 - NL:De Hand van Oberon)
- The Courts of Chaos (1978 - NL:De Hoven van Chaos)

In de tweede serie is de zoon van Corwin, Merlin, de centrale figuur. Hij is een magiër en computerexpert:
- Trumps of Doom  (1985 - NL:Het Spel van Merlijn)
- Blood of Amber (1986 - NL:Bloed van Amber)
- Sign of Chaos (1987 - NL:Een teken uit Chaos)
- Knight of Shadows (1989 - NL:Ridder van Schaduw)
- Prince of Chaos (1991 - NL:Prins van Chaos)  (in de Nederlandse editie uit 1992 is er tussen de hoofdstukken 6 en 7 een hoofdstuk weggevallen waarin Merlijn en Jurt vrede sluiten.)

## Andere belangrijke romans
- This Immortal (1966 - NL:Noem me maar Conrad)
- The Dream Master (1966)
- Lord of Light (1967 - NL:Heer van het licht)
- Creatures of Light and Darkness (1969 - NL:Schepselen van Licht en Donker)
- Isle of the Dead  (1969)
- Damnation Alley   (1969 - NL:Hellevaart) (ook een film)
- Jack of Shadows   (1971 - NL:Jack van de schaduwen)
- To Die in Italbar (1973 - NL:Sterven in Italbar)
- Doorways in the Sand (1976 - NL:Stersteen)
- Bridge of Ashes (1976 - NL:Kinderen van de Aarde)
- Deus Irae (1976 - met Philip K. Dick, NL:De God der Gramschap)
- Roadmarks (1979 - NL:Wegwijzers)
- Changeling (1981 - NL:De Wisselkinderen)
- Madwand (1981 - NL:Blindgangers)
- The Changing Land (1981)
- Eye of Cat (1982 - NL:Het Oog van Kat)
- Bring Me the Head of Prince Charming (1991 - met Robert Sheckley, NL:Breng Mij het Hoofd van de Droomprins)

## Verzamelingen
- Four for Tomorrow (1967)
- The Doors of His Face, The Lamp of His Mouth, and Other Stories (1971 - NL:Een Roos voor de Prediker)
- My Name is Legion (1976 - NL:Mijn Naam is Legioen)
- The Last Defender of Camelot (1980)
- Unicorn Variations (1983)
- Fire and Frost (1989)
- Frost and Fire (1989)
- Manna From Heaven (2003)

## Belangrijkste prijzen
- Hugo Award
  - This Immortal (1966) - novel
  - Lord of Light (1968) - novel
  - Home Is the Hangman (1976) - novella
  - Unicorn Variation (1982) - novelette
  - 24 Views of Mt. Fuji, by Hokusai (1986) - novelette
  - Permafrost (1987) - novelette
- Nebula Award
  - The Doors of His Face, the Lamps of His Mouth (1966) - novelette
  - He Who Shapes (1966) - novella
  - Home Is the Hangman (1976) - novella
- Locus Award
  - Unicorn Variations (1984) - collection
  - Trumps of Doom (1986) - fantasy novel